# Enno Bahrs
Enno Bahrs (* 17. September 1967 in Bremen) ist ein deutscher Agrarwissenschaftler, Agrarökonom und Steuerexperte an der Universität Hohenheim sowie Mitglied im Wissenschaftlichen Beirat für Biodiversität und Genetische Ressourcen beim Bundesministerium für Ernährung und Landwirtschaft.

## Biografie
Bahrs studierte nach der Ausbildungszeit in der praktischen Landwirtschaft an der Georg-August-Universität in Göttingen Agrarwissenschaften und Betriebswirtschaftslehre. Er promovierte 1999 bei Manfred Köhne an derselben Universität. 2000 legte er zusätzlich das Steuerberaterexamen vor dem Niedersächsischen Finanzministerium ab.
2002 wurde Bahrs zum Juniorprofessor für Angewandte Landwirtschaftliche Betriebslehre der Georg-August-Universität Göttingen ernannt. Nach Forschungsaufenthalten in Kirgistan und Kalifornien folgte 2006 die Habilitation in Göttingen mit dem Thema: Trading with payment entitlements. Theoretical concepts and practical consequences; Theoretische Konzepte und praktische Konsequenzen beim Handel mit Zahlungsansprüchen.
Im Januar 2007 folgte Bahrs einem Ruf an das Institut für Agrar- und Forstökonomie an der Universität für Bodenkultur in Wien und 2008 dem Ruf an
die Universität Hohenheim.
Dort leitet er als Nachfolger von Jürgen Zeddies das Fachgebiet Landwirtschaftliche Betriebslehre.

## Publikationen
- Publikationen von Enno Bahrs auf der Website der Universität Hohenheim